# Guyana op de Olympische Zomerspelen 2020
Guyana nam deel aan de Olympische Zomerspelen 2020 in Tokio, Japan.

## Atleten
Hieronder volgt een overzicht van de atleten die zich reeds hebben verzekerd van deelname aan de Olympische Zomerspelen 2020.
| sport       | mannen | vrouwen | totaal |
| ----------- | ------ | ------- | ------ |
| Atletiek    | 1      | 2       | 3      |
| Boksen      | 1      | 0       | 1      |
| Tafeltennis | 0      | 1       | 1      |
| Zwemmen     | 1      | 1       | 2      |
| totaal      | 3      | 4       | 7      |

## Sporten

### Atletiek
Mannen
Loopnummers
| atlete            | onderdeel | series | series | kwartfinale | kwartfinale | halve finale   | halve finale   | finale         | finale         |
| atlete            | onderdeel | tijd   | rang   | tijd        | rang        | tijd           | rang           | tijd           | rang           |
| ----------------- | --------- | ------ | ------ | ----------- | ----------- | -------------- | -------------- | -------------- | -------------- |
| Emanuel Archibald | 100 m     | 10,30  | 2 Q    | 10,41       | 9           | niet geplaatst | niet geplaatst | niet geplaatst | niet geplaatst |

Vrouwen
Loopnummers
| atlete         | onderdeel | series | series | kwartfinale | kwartfinale | halve finale   | halve finale   | finale         | finale         |
| atlete         | onderdeel | tijd   | rang   | tijd        | rang        | tijd           | rang           | tijd           | rang           |
| -------------- | --------- | ------ | ------ | ----------- | ----------- | -------------- | -------------- | -------------- | -------------- |
| Jasmine Abrams | 100 m     | bye    | bye    | 11,49       | 7           | niet geplaatst | niet geplaatst | niet geplaatst | niet geplaatst |
| Aliyah Abrams  | 400 m     | 51,44  | 4 q    | n.v.t.      | n.v.t.      | 51,46          | 7              | niet geplaatst | niet geplaatst |

### Boksen
Mannen
| atleet          | onderdeel    | eerste ronde         | tweede ronde         | kwartfinale          | halve finale         | finale               | rang           |
| atleet          | onderdeel    | tegenstander uitslag | tegenstander uitslag | tegenstander uitslag | tegenstander uitslag | tegenstander uitslag | rang           |
| --------------- | ------------ | -------------------- | -------------------- | -------------------- | -------------------- | -------------------- | -------------- |
| Keevin Allicock | vedergewicht | de la Cruz V 0 - 5   | niet geplaatst       | niet geplaatst       | niet geplaatst       | niet geplaatst       | niet geplaatst |

### Tafeltennis
Vrouwen
| atleet          | onderdeel | voorronde            | eerste ronde         | tweede ronde         | derde ronde          | vierde ronde         | kwartfinale          | halve finale         | finale / BM          | finale / BM    |
| atleet          | onderdeel | tegenstander uitslag | tegenstander uitslag | tegenstander uitslag | tegenstander uitslag | tegenstander uitslag | tegenstander uitslag | tegenstander uitslag | tegenstander uitslag | rang           |
| --------------- | --------- | -------------------- | -------------------- | -------------------- | -------------------- | -------------------- | -------------------- | -------------------- | -------------------- | -------------- |
| Chelsea Edghill | enkelspel | Yee W 4 - 1          | Shin Y-b V 0 - 4     | niet geplaatst       | niet geplaatst       | niet geplaatst       | niet geplaatst       | niet geplaatst       | niet geplaatst       | niet geplaatst |

### Zwemmen
Mannen
| atleet        | onderdeel        | series | series | halve finale   | halve finale   | finale         | finale         |
| atleet        | onderdeel        | tijd   | rang   | tijd           | rang           | tijd           | rang           |
| ------------- | ---------------- | ------ | ------ | -------------- | -------------- | -------------- | -------------- |
| Andrew Fowler | 100 m vrije slag | 55,23  | 37     | niet geplaatst | niet geplaatst | niet geplaatst | niet geplaatst |

Vrouwen
| atlete        | onderdeel       | series | series | halve finale   | halve finale   | finale         | finale         |
| atlete        | onderdeel       | tijd   | rang   | tijd           | rang           | tijd           | rang           |
| ------------- | --------------- | ------ | ------ | -------------- | -------------- | -------------- | -------------- |
| Aleka Persaud | 50 m vrije slag | 27,76  | 55     | niet geplaatst | niet geplaatst | niet geplaatst | niet geplaatst |